# Tomoaki Komorida
Tomoaki Komorida (født 10. juli 1981) er en tidligere japansk fodboldspiller.
Han har spillet for flere forskellige klubber i sin karriere, herunder Oita Trinita og Roasso Kumamoto.